# Szülői elidegenítés szindróma
A szülői elidegenítés szindróma (parental alienation syndrome, rövidítve: PAS) fogalmát Richard A. Gardner definiálta az 1980-as évek elején, egy olyan rendellenes magatartásra utalva, melyben a gyermek állandóan és ok nélkül alábecsüli és elutasítja az egyik szülőt, bántóan utal rá. Ennek több oka van: egyrészt a másik szülő ezt sulykolja és befolyással van a gyermekre (majdnem kizárólag a gyermekelhelyezési vita részeként), másrészt a gyermek már saját maga is próbálja rágalmazni az érintett szülőt. Gardner egy 1985-ben megjelent publikációjában vezette be ezt a meghatározást, mely az általa az 1980-as évek elején megfigyelt jelenségek csoportját írja le.
A szülői elidegenítési szindrómát (PAS) orvosi és jogi körökben nem ismerik el rendellenes magatartásként. Gardner elmélete, valamint az ehhez kapcsolódó kutatás sok kritikát kapott a jogászok és az orvosok részéről, akik azt állítják, hogy az elmélet nem nyugszik tudományos alapokon. 
Ezzel szemben a szülői elidegenítés fogalmának létjogosultságát - amikor az egyik szülő teljesen elidegeníti a másik szülőtől a gyermeket – meghatározó jelenségként írják le a válófélben lévő szülők esetében. 
A pszichológusok különbséget tesznek a szülői elidegenítés (PA) és a szülői elidegenítési szindróma (PAS) között: 
- a szülői elidegenítést a szülők viselkedéséhez kötik,
- a szülői elidegenítési szindróma arra a helyzetre utal, amikor a gyermek utálatot érez az egyik szülő iránt és negatívan viszonyul hozzá.[9]

A PAS szindróma elfogadhatóságát elutasította egy szakértői bizottság, Anglia és Wales Fellebbviteli Birósága, valamint a Kanadai Igazságügyi Minisztérium sem javasolja az alkalmazását. Néhány családjogi  perben említésre került a PAS az Egyesült Államokban.  Gardner úgy utalt a PAS-ra, mint az igazságszolgáltatásban bevett és általánosan elfogadott fogalomra, számos példát említett, de az egyes esetek jogi elemzése arra utal, hogy 2006-tól ez az állítás nem állja meg a helyét. Az Egészségügyi Világszervezet (WHO) által kiadott "Betegségek és kapcsolódó egészségügyi problémák nemzetközi statisztikai osztályozása" (ICD - magyarul: BNO) katalógus legújabb, 2019. május 25-én jóváhagyott 11-es változatba belekerült a szülői elidegenítés mint "index-kifejezés". Ezt azt jelenti, hogy a WHO elismeri a jelenség létezését, bár nem egy önálló rendellenességként, hanem a QE52.0 kódjelű "gondozó szülő-gyermek közötti" problémaként tekint rá. Az Amerikai Pszichiátriai Szövetség (American Psychiatric Association) Mentális Zavarok Diagnosztikai és Statisztikai Kézikönyve (DSM) ötödik változata (DSM-5) ugyan szándékosan nem említi név szerint a szülői elidegenítést, azonban jelenség lényegében bele lett fogalmazva "gyermek lelki bántalmazása" címszó alatt.

## Kezdeti leírás
A szülői elidegenítés szindróma definíciója Richard A. Gardner gyermekpszichiáter nevéhez fűződik és az 1980-as évek óta végzett klinikai kísérletein alapul. A gyakori jelenséget, mely során büntetésként vagy a válás részeként az egyik szülő megpróbálja elválasztani a gyermeket a másik szülőtől, már az 1940-es évektől kezdve leírták,  de Gardner volt az első, aki egy bizonyos szindrómaként nevezte meg. Egy 1985-ös cikkben a PAS-t a következő definícióval illette: "...olyan probléma, amely elsősorban a gyermekfelügyeleti vitákkal kapcsolatban jelentkezik. Főként abban nyilvánul meg, hogy a gyermek folyamatosan és indokolatlanul rágalmazza az egyik szülőt. Ez a rendellenes viselkedés oda vezethető vissza, hogy az elidegenítő szülő is ezt sulykolja neki, illetve maga a gyermek is becsmérlően bánik az elidegenített szülővel". Az elidegenítő szülő szándékosan illetve tudat alatt is alakíthat ki negatív képet a másik szülőről. A PAS definíciója eredetileg akkor került meghatározásra, amikor magyarázatot kerestek az 1980-as évek folyamán megszaporodó, gyermekbántalmazással kapcsolatos jelentésekre. Gardner eleinte úgy gondolta, hogy a szülők (általában az édesanyák) hamis vádakkal (gyermekbántalmazás és szexuális zaklatás) illették a másik szülőt (általában az édesapákat) azért, hogy megakadályozzák a gyermek és a másik szülő közötti további kapcsolatot. Míg Gardner eleinte azt állította, hogy a PAS esetek 90%-ában az édesanya volt az elidegenítő szülő, később azt, hogy mindkét szülő egyformán hajlamos volt az elidegenítésre. Emellett később azt is megjegyezte, hogy tapasztalatai szerint a szexuális zaklatásra vonatkozó vádak a PAS esetek nagy többségében nem voltak megfigyelhetők.

## Jellemzők
Gardner PAS elméletében a gyermek az egyik szülővel szemben kritikusan viselkedik, leértékeli, megveti őt. Gardner állítása szerint a PAS leginkább a gyermek elhelyezési viták kapcsán merül fel: az egyik szülő szándékosan vagy tudat alatt próbálja elidegeníteni a gyermeket a másik szülőtől. Gardner szerint a PAS jelenségével jellemzően nyolc szimptóma jár együtt, amelyek tünetegyüttest alkotnak a gyermek viselkedésében.
Ezek a következők:
- az egyik szülő becsmérlése,
- a szülő irányába tanúsított utálat, gyenge lábakon álló, abszurd, vagy komolytalan indokokra alapozva,
- ambivalens viselkedés a szülővel szemben,
- annak határozott állítása, hogy a szülő elutasítására irányuló döntést csakis a gyermek hozhatja meg („önálló gondolkodó jelenség”),
- a konfliktusban preferált szülő támogatása,
- az elidegenített szülő irányába tanúsított viselkedés kapcsán a bűntudat hiánya,
- az elidegenítő szülő által használt kifejezések és forgatókönyvek használata,
- az elidegenített szülőn kívül a szülő tágabb családi körének és barátainak becsmérlése.

Annak ellenére, hogy ezeket a tényezőket gyakran említi a tudományos irodalom is, "a tényezők értékét még nem vizsgálták a témával foglalkozó szakértők".  A tünetek kezelésére előirányzott módszerek a gyermek által produkált tünetek súlyosságától függnek. Míg a PAS diagnózist a gyermek tünetei alapján állapítják meg, Gardner szerint a gyermekelhelyezést illető döntést főleg az elidegenítő szülő tüneteinek szintjétől kell függővé tenni. Gardner és más kutatók a PAS jelenséget enyhe, mérsékelt és komoly kategóriákra osztották. Attól függően, hogy a nyolc tünetből hány jelenik meg, és mennyire súlyos, különböző szinteket határoztak meg.
- Az enyhébb esetekben arról van szó, hogy az egyik szülő a másik szülő ellen neveli a gyermeket, de a láthatást egyáltalán nem, vagy csak kis mértékben akadályozza, illetve a bíróság által elrendelt láthatásokra szorítkozik.
- Mérsékelt esetekben a másik szülő ellen nevelés már nagyobb mértékben játszik szerepet, az elidegenítő szülő nagyobb ellenállást mutat a láthatás biztosítása tekintetében. Gardner azt javasolja, hogy amennyiben az elidegenítő szülő várhatóan felhagy az ellenneveléssel, a gyermekfelügyelet elsődleges joga maradhat ennél a szülőnél, amennyiben nem, a gyermekfelügyelet jogát át kell adni a másik szülőnek. Emellett Gardner terápiás módszereket javasol az elidegenítési szándék megállítására, valamint a megromlott viszony helyreállítására.
- Súlyos esetekben a gyermekek az említett nyolc tünet közül majdnem mindet vagy valamennyit produkálják, és határozottan visszautasítják az elidegenített szülő látogatását, valamint a vele való kapcsolattartást, illetve azzal fenyegetőznek, hogy világgá mennek vagy öngyilkosságot követnek el, ha látogatásra kényszerítik őket. Gardner azt javasolja, hogy ilyen esetekben a gyermek ne az elidegenítő szülő otthonában lakjon, hanem kerüljön át egy átmeneti helyre, ahonnan később a másik szülőhöz kerül majd. Emellett a gyermeknek terápián kellene részt vennie.[1][24][28]

A Gardner által mérsékelt illetve súlyos fokozatú PAS esetén javasolt intézkedéseket - ideértve a bíróság által elrendelt átköltözést az elidegenített szülőhöz, pénzbírságokat, házi őrizetet, börtönbüntetést - komoly kritika érte, mivel mind az elidegenítő szülővel, mind a gyermekkel szemben ezek az eljárások szankcionáló, megtorló jellegűek, továbbá azért, mert fennáll a polgári jogok megsértésének kockázata. Idővel Gardner átdolgozta az elméletet és kevésbé támogatta az ilyen helyzetek kezelésére alkalmazott drasztikus fellépéseket.

## Fogadtatás
Gardner eredeti megfogalmazása szerint majdnem kizárólag a nők voltak felelősek a szülői elidegenítésért, ezt az elgondolást az apák jogaiért harcoló csoportok nagyban támogatták, ezzel kerestek magyarázatot arra, miért nem akarják a gyerekek meglátogatni őket, és hibáztatták volt feleségeiket. Ezzel ellentétben a női érdekvédelmi csoportok részéről sok kritika érte a PAS szindróma fogalmát, fenntartották aggályaikat, miszerint így a gyermekeiket molesztáló apák azt állíthatták, hogy az anyák, illetve a gyermekek által megfogalmazott vádak az átnevelés, agymosás eredményei.  Gardner maga hangsúlyozta, hogy a PAS csak olyan helyzetekben áll fenn, ahol nem volt tényleges abúzus, illetve ahol nem történt elhanyagolás, de 1998-ra a PAS jelenségével már többet foglalkoztak, jobban átment a köztudatba, ezért többször alkalmazták helytelenül és egyfajta igazoló jogi eszközként.
A szülői elidegenítési szindrómát sokszor említik a sok konfliktussal járó válások és gyermek elhelyezési perek kapcsán, főleg a családon belüli erőszakkal, illetve szexuális visszaélésekkel szembeni vádak esetén védekezésként. A szindróma jogi elismertségi szintje, valamint a szakértők általi elfogadottsága vita tárgyát képezi már régóta. Mint tudományos módszert, eltérő mértékben fogadják el szakmai körökben, olyan módszert, amelynek hatékonysága mérhető és tesztelhető, rendelkezik ismert hibaszázalékkal, rendelkezésre állnak megfelelő publikációk és szakértői vélemények.
A szülői elidegenítési szindrómát nem ismerik el a pszichológus szakértők, a gyermekek jogait képviselő szervezetek, illetve a gyermekbántalmazással kapcsolatos tanulmányok és a jogi szakértők. Ezen kívül sok kritika érte a jogi képviselők és mentálhigiénés közösségek részéről, akik azt állítják, hogy a szülői elidegenítési szindróma, mint elmélet alkalmazása nem elfogadható a tudományos és jogi alapokon nyugvó gyermekelhelyezési perekben.
A szülői elidegenítési szindrómát nem ismeri el az Amerikai Orvosok Egyesülete, illetve teljes mértékben az Amerikai Pszichiáterek Egyesülete (APA) sem. Az Amerikai Pszichiáterek Egyesülete nem foglalt állást a szülői elidegenítési szindrómát illetően, azonban aggályait fejezte ki azzal kapcsolatban, hogy nem áll rendelkezésre megfelelő mennyiségű adat, amely alátámasztaná, hogy milyen esetekben kell használni ezt a terminust. Az APA 1996-ban létrehozott, családon belüli erőszakkal foglalkozó munkacsoportja aggályait fejezte ki azzal kapcsolatban, hogy a szülői elidegenítési szindrómát arra használják fel a jogi döntéshozók, hogy meglévő bizonyítékok ellenére az apáknak ítéljék meg a felügyeleti jogot. Ezt a fenntartást mások is jogosnak ítélték. Az Egyesült Államok Fiatalkorúakkal Foglalkozó és Családjogi Bíróságának Nemzeti Tanácsának bírái elutasították a PAS fogalmának használatát, mondván, hogy a gyermek elhelyezési perekben mellőzni kell a használatát.

### A DSM-ben korlátozottan szerepel
A PAS nem szerepel az Amerikai Pszichiáterek Egyesülete (APA) által kiadott Mentális Zavarok Diagnosztikai és Statisztikai Kézikönyve (DSM) IV. kiadásában. Gardner és más kutatók is harcoltak azért, hogy a diagnózis szerepeljen a jelenleg érvényben lévő, ötödik kiadásban (DSM-V). 2001-ben Gardner azt állította, hogy amikor a DSM-IV-et kiadták, a szülői elidegenítési szindrómával kapcsolatban még nem állt rendelkezésre kellő mennyiségű adat, de azóta számos tudományos kutatás történt, amely felhívta a figyelmet a jelentőségére és arra, hogy érdemes komolyan venni ezt a témát. Az amerikai családjogi döntéshozók által 2007-ben végzett felmérés eredménye azt mutatta, hogy a válaszadók fele nem értett egyet, egyharmada támogatta, hogy az elmélet szerepeljen az ötödik kiadásban. A PAS elméletével kapcsolatban így felmerült egy fogalmi meghatározás: a szülői elidegenítés rendellenes magatartása, amellyel a PAS korlátozottan része lett a DSM V. kiadványnak, azzal a céllal, hogy az ezzel kapcsolatos kutatást és megfelelő kezelést is elő lehessen segíteni, valamint csökkenteni a megalapozott PAS-sal való visszaélési esetek számát.  2012 decemberében az Amerikai Pszichiáterek Egyesülete kijelentette, hogy a PAS, mint tünetegyüttes nem fog szerepelni a DSM-V kiadványban. Noha ebben a kifejezett formában valóban nem találkozni a DSM ötödik kiadásában, az új, "gyermek lelki bántalmazása" címszó úgy lett definiálva, mint "a gyermeket nevelő szülő szándékos szóbeli, vagy tettleges cselekedete, melynek eredményeképpen a gyermek jelentős lelki sérülést szenved". Ebben a cikkelyben azonban további részleteket találunk, melyben a szülői elidegenítés koncepciója köszön vissza. A “szülő-gyermek közötti problémák" között példaként említi azt, hogy a gyermek az elidegenített szülőről alkotott képe mások negatív hatására jön létre, ellenséges valaki felé, vagy bűnbakként állítja be és nincs reális oka az eltávolodásnak a szülőjétől.
Azonban, szerepelnek olyan esetek, amelyek azt tükrözik, hogy a szülői viselkedés nagy jelentőséggel bír a gyermekek viselkedése szempontjából, főleg a szülő-gyermek kapcsolat problémáját előtérbe helyezve, illetve hangsúlyozva a szülők közötti kapcsolat gyermekre gyakorolt hatásának jelentőségét.  A legfontosabb különbség az, hogy a DSM-ben felvázolt diagnózis a vizsgált személy mentális egészségéhez kapcsolódik, nem pedig a különböző személyek közötti kapcsolat rendellenességeit vizsgálja, függetlenül attól, hogy ez a szülő-gyermek vagy a szülő-szülő kapcsolatot jellemzi.

### Tudományos alapok
Gardner PAS elmélete kapcsán az a kritika fogalmazódott meg, hogy tudományosan nem megalapozott, olyan feltételezés, amelynek szószólói nem tudták tudományos bizonyítékokkal alátámasztani az elméletüket, ezért az elmélet nem fogadható el. A szülői elidegenítéssel kapcsolatos első publikációkat maga a szerző adta ki, nem történt szakértői felülvizsgálat, és annak ellenére, hogy szakértői folyóiratokban megjelentek cikkek, a legtöbb anekdota szintű bizonyítékot tudott csak felmutatni esettanulmányok formájában. Emellett a PAS-sal kapcsolatos, igen korlátozott tudományos kutatás nem tudta alátámasztani az elmélet érvényességét és megbízhatóságát. Az objektív kutatás hiánya, a replikáció, a meghamisíthatóság és független publikációk oda vezettek, hogy a PAS-t sokan áltudománynak illetve áltudományos halandzsának titulálták. A PAS szószólói hangsúlyozták, hogy szisztematikus és kiterjedt tudományos kutatásra van szükség a témakörben, vizsgálva a PAS elméletének érvényességét és megbízhatóságát, kiegészítve egy kisebb, 2004-ben megjelent tanulmánnyal, amely szerint az egyes írásos jelentések alapján a szakma képviselőinek egyetértésre kellene jutniuk a témában.
A PAS elméleti megalapozottságát tekintve az a kritika fogalmazódott meg, hogy nem minden részletre kiterjedő, leegyszerűsítő és helytelen, mivel számos, a szülői elidegenítéshez, a család nem megfelelő működéséhez vezető tényezőt (ideértve a gyermek, a szülők és más családtagok viselkedését), valamint a szülő és a gyermek közötti kötődést figyelmen kívül hagy. Erre való tekintettel a PAS összekeveri a gyermeknek válás esetén életkorából adódó reakcióját a pszichózissal, eltúlozza a gyermekkel való szexuális visszaéléssel kapcsolatos hamis vádak számát, figyelmen kívül hagyja a gyermekek szexuális bántalmazására vonatkozó tudományos irodalmat, mely szerint a legtöbb ilyen vád, illetve a gyermekek védelmét célzó erőfeszítések megalapozottak, eltúlozza a szülői elidegenítés gyermekekre gyakorolt negatív hatásait és bizonyítékok nélkül a PAS alkalmazása mellett foglal állást, mely önmagában veszélyes. Számos kritika fogalmazódott meg azzal kapcsolatban is, hogy a PAS esetében nincs meg a kellő tudományos megalapozottság, mely alapján szindrómaként lehetne definiálni, és az állítások szerint Gardner a PAS szindrómát viselkedési jellemzők csoportjaként írja le. Annak ellenére, hogy a PAS helytállóságát számos kritika érte, egyes családjogi bírók megbízhatónak találták az alkalmazását. A PAS támogatói, szószólói és mások egyetértenek abban, hogy a szindróma megnevezés használata helytelen lehet, mivel nagyobb mértékű tudományos megalapozottságra utal, mint amennyi indokolt lenne.
Míg a PAS szindrómaként nem került elfogadásra, a szülői elidegenítés kevésbé ellentmondásos dinamikájú terminus, amely a jogi és a mentálhigiénével kapcsolatos irodalomban is szerepel. Mióta Gardner meghatározta a PAS szindróma elméletét, a témával foglalkozó más kutatók és szakemberek azt indítványozták, hogy kevesebb hangsúlyt kellene fektetni a szindróma diagnosztizálására, jobban kellene koncentrálni az "elidegenített gyermekre", illetve az elidegenedési helyzet kialakulásához vezető tényezők dinamikájának elemzésére.

### Klinikai szempontok
A PAS elméletet sok kritika érte abból a szempontból is, hogy nehezíti és bonyolítja az elidegenített gyermekekkel végzett klinikai munkát, illetve bizonyos mentális diagnózist állít fel azokkal a gyermekekkel kapcsolatban, akik dacosan reagálnak szüleik különélésére vagy válására. Gardner elemzését amiatt is kritizálták, hogy nem megfelelően ítéli meg a szülői felelősséget: a gyermek viselkedését az egyik szülő hibája következményeként állítja be, míg a gyermek viselkedése gyakran, ha nem is mindig egyfajta kölcsönös egymásra hatás és dinamika eredménye, amelyben mind a gyermek, mind a szülők szerepet játszanak.
Gardner cáfolta azt a kritikát, miszerint a PAS túl leegyszerűsítő, azt állítja, hogy míg számos ok állhat annak hátterében, ha egy gyermek elidegenedik egy szülőtől, ennek egyik fő oka a PAS esetekben mégis az állandó agymosást, sulykolást végző szülő. Gardner elutasítja azt is, hogy nem létezik a PAS, mint olyan, illetve hangsúlyozza, hogy azok, akik kezdetben nevetségesnek titulálták a PAS fogalmát, nem kerültek kapcsolatba gyermekelhelyezési perben részt vevő családokkal, illetve az ilyen jellegű kritikák az 1980-as évek végére eleve érvényüket vesztették, mivel ez a rendellenes magatartás ekkorra már nagyon gyakorivá vált.
A szülői elidegenítési szindrómát (PAS) sokat kritizálták amiatt, hogy szexista elgondolás, illetve hogy az apák arra használják, hogy a megrontással kapcsolatos jogos félelmeket és aggályokat háttérbe szorítsák. A női és egyéb csoportok kétségbe vonták a szülői elidegenítés legitimitását, szerintük veszélyt jelent a gyermekekre nézve. Első publikációit követően Gardner módosított az elméleten, az apákat és az anyákat egyaránt felelőssé téve a szülői elidegenítésért, a másik szülő negatívumainak sulykolásáért, és nem értett egyet azzal, hogy a szülői elidegenítés fogalma szexista lenne. Gardner később megjegyezte, hogy szerinte az apák ugyanúgy hajlamosak a szülői elidegenítésre, mint az anyák, a jelenség nemtől független. A PAS következményeit magukon viselő gyermekek és szülők kapcsán készített tanulmányok szerint az anyák hajlamosabbak elidegenítő félként viselkedni, mint az apák.